# Club Daze Volume 1: The Studio Sessions
Club Daze Volume 1: The Studio Sessions è un album pubblicato nel 1999 dal gruppo heavy metal statunitense Twisted Sister. È una raccolta delle prime incisioni fatte dalla band non inserite poi nel loro primo album Under the Blade.

## Tracce
1. Come Back – 6:33
2. Pay The Price – 4:30
3. Rock 'N' Roll Saviors – 4:40
4. High Steppin' – 2:47
5. Big Gun – 4:04
6. TV Wife – 4:04
7. Can't Stand Still – 3:59
8. Follow Me – 3:54
9. I'll Never Grow Up, Now! – 4:14
10. Lady's Boy – 4:22
11. Leader Of The Pack – 3:57
12. Under The Blade – 4:31
13. Shoot 'Em Down – 3:44

## Formazione
- Dee Snider - voce
- Eddie "Fingers" Ojeda - chitarra
- Jay Jay French - chitarra
- Mark "The Animal" Mendoza - basso
- A.J. Pero - batteria